# María Manuela Kirkpatrick
María Manuela Kirkpatrick de Closeburn y de Grévignée (Málaga, 24 de febrero de 1794-Carabanchel, 22 de noviembre de 1879) fue una aristócrata y cortesana española, camarera mayor de la reina Isabel II y condesa consorte de Montijo. Ostentó dicho título nobiliario, entre otros muchos, y la dignidad de grande de España, por su matrimonio con Cipriano Portocarrero. Las dos hijas que tuvo, Francisca y Eugenia, fueron por matrimonio respectivamente duquesa de Alba y emperatriz de los franceses.

## Origen familiar
Nació en Málaga el 24 de febrero de 1794. Fue hija de Guillermo Kirkpatrick y Wilson (1764-1837): un noble escocés que de joven se había exilado en España a causa de su catolicismo y su lealtad jacobita, y de la malagueña María Francisca de Grévignée y Gallegos, llamada familiarmente Fanny, de origen valón y también noble. Su padre se estableció en Jerez de la Frontera, dedicándose con éxito al comercio de vinos; después pasó a Málaga, donde compaginó sus negocios con el cargo de cónsul de los Estados Unidos, y en esta ciudad se casó tardíamente con la hija de su socio: el barón Henri de Grévignée (o Grivegnée de Housse), un liejense establecido en Málaga como comerciante.
Manuela recibió una educación muy francófila. Durante su adolescencia y juventud viajaba a menudo a París, alojándose en casa de su tía Catalina, hermana de su madre, que estaba casada con el diplomático francés Mathieu de Lesseps. Estos fueron los padres de su primo Ferdinand, once años menor que ella y futuro vizconde de Lesseps, quien por los años 30 (durante la Monarquía de Julio) y sobre todo hacia 1849 (durante la II República) se ocuparía de introducirla en las más altas esferas de la sociedad parisina.

## Matrimonio e hijas
Durante una estancia en París en 1816, y en casa de sus tíos los Lesseps, Manuela conoció al español Cipriano de Guzmán, conde de Teba, que al año siguiente se convertiría en su marido.
Cipriano (1785-1839) era un curtido militar de más de treinta años —diez mayor que ella—, tuerto de un ojo y rengo de una pierna. Liberal exaltado, afrancesado y masón, había combatido en el bando francés durante la guerra de la Independencia, recibiendo heridas que le dejaron dichas lesiones. En 1812 acompañó al destierro en Francia al destronado José Bonaparte, y después siguió sirviendo a Napoleón en sus campañas. El 15 de diciembre de 1817 contrajeron matrimonio en Málaga, después de que él hubiera obtenido un indulto del rey Fernando VII que le permitió regresar a España.
Usaba Cipriano por entonces el apellido de Guzmán y el título de conde de Teba, como segundogénito de la casa de Montijo. Pero en 1834, por muerte de su hermano Eugenio, sucedería en los de conde de Montijo y de Miranda, duque de Peñaranda de Duero, marqués de la Algaba, etc., y tomaría en primer lugar el apellido Portocarrero. Era hijo de la ilustrada María Francisca de Sales Portocarrero de Guzmán y Zúñiga, VI condesa de Montijo, y del teniente general Felipe Antonio de Palafox y Croy, su primer marido, hijo a su vez de los marqueses de Ariza.
El matrimonio se estableció inicialmente en Málaga, y después en Granada, donde nacieron sus dos hijas:
1. María Francisca de Sales Portocarrero, condesa de Montijo (Paca Alba, 1825-1860), que casó con Jacobo Fitz-James Stuart y Ventimiglia, duque de Alba.
2. María Eugenia de Guzmán, condesa de Teba (Eugenia de Montijo, 1826-1920), que fue emperatriz de los franceses por su matrimonio con Napoleón III.

## París
La convivencia conyugal duró menos de quince años. A comienzos de la década de 1830, se descubrió que el conde de Teba estaba implicado en una conspiración liberal contra Fernando VII: fue encarcelado por breve tiempo y después confinado en Granada bajo vigilancia policial. A raíz de ello, Manuela se trasladó con sus hijas a París «para completar la educación de las niñas».
La muerte del rey en 1833 y la consiguiente regencia de la Gobernadora alivió considerablemente la situación de Cipriano, que se vio rehabilitado ante la corte. En 1834 murió sin descendencia Eugenio Portocarrero, su hermano mayor, y le sucedió en los títulos y grandezas de su casa, heredando también una cuantiosa fortuna. Una nueva vida empezaba para él con un nuevo nombre: Cipriano Portocarrero, conde de Montijo. Pasó a residir en Madrid, y bajo el Estatuto Real fue nombrado sin problema prócer del Reino. Sin embargo, su mujer no regresó junto a él. La condesa de Teba era ahora la condesa de Montijo, pero seguía en París.
Aquí frecuentaba a hombres de letras como Henri Beyle (Stendhal) o Prosper Mérimée, a quien había conocido en España. Mérimée fue buen amigo de la familia formada por Manuela y sus hijas, interesándose en la educación de estas. Por su propia declaración sabemos que el argumento de su novela Carmen se lo sugirió la condesa al relatarle un suceso real. Esta anécdota ha dado pie a que algunas fuentes supongan, erróneamente, que la personalidad de Carmen estaba inspirada en la de Manuela.
Por estos años cultivó también la amistad del joven diplomático inglés George Villiers, embajador en España desde 1833, que en 1838 sucedió como IV conde de Clarendon y más tarde sería secretario del Foreign Office. Se menciona una estancia de Manuela y sus hijas en Londres durante la season de 1837. Esta amistad dio pie a habladurías sobre una relación adúltera de la condesa con Villiers, soltero y seis años más joven que ella. Se ha dicho que Manuela, recién viuda, habría sufrido una decepción cuando lord Clarendon contrajo matrimonio en 1839 con una dama inglesa (también viuda aunque mucho más joven). Y hasta se ha querido atribuir al inglés la paternidad de las hijas de ella, cosa del todo inverosímil atendiendo a los tiempos.

## Viudedad
Después de que muriera su marido en 1839, todavía se demoró algún tiempo en París la condesa viuda de Montijo. Hacia 1843 —cuando sus hijas tendrían unos 18 y 17 años— se instaló en Madrid, dedicándose a una intensa y brillante vida social, sin reparar en gastos, con el claro propósito de «casarlas bien». Durante la década moderada, la Montijo protagonizó la vida mundana de la corte isabelina, congregando a lo más granado de la aristocracia y la alta burguesía en los bailes, conciertos y sesiones que a menudo celebraba en su palacio de la plaza del Ángel y en su casa de campo de Carabanchel, donde se construyó incluso un teatro.

## Servicio palatino
Entró tardíamente a servir en palacio como dama de la reina: en 1847. Pero sus dotes de simpatía en seguida le ganaron la privanza de Isabel II, que ese mismo año la nombró su camarera mayor: el más alto puesto para una mujer en la corte.
Ocupaba dicho oficio en febrero de 1848, cuando se celebró la boda de su hija Paca con el duque de Alba, pero cesó pocos meses después, tras solo un año de servicio. Su enemistad con el marqués de Miraflores, presidente del Senado y gobernador de palacio, la llevó a pedir el cese y a abandonar la corte. La reina quiso desagraviarla con un raro privilegio: desde entonces y hasta el final de su reinado, la condesa viuda de Montijo mantuvo en la Real Casa los «honores y consideraciones de Camarera Mayor».

## Boda imperial
A raíz de su salida de palacio, Manuela se instaló de nuevo en París en compañía de su hija Eugenia. Cinco años duró esta nueva estancia en la capital francesa, durante los cuales madre e hija aprovecharon bien el tiempo. El 30 de enero de 1853, Eugenia se casó en la catedral de Notre Dame con el ya emperador Napoleón III, en una ceremonia que revivió los esplendores del Ancien Régime.

## Últimos años
Con el casamiento de su hija menor, la condesa viuda de Montijo había cumplido su misión de madre, y tras la boda regresó a Madrid, donde aún vivió un cuarto de siglo rodeada de una gran consideración social. Esta etapa se vio ensombrecida, en 1860, por la prematura muerte de su hija Paca Alba, que le dejó tres nietos de corta edad a quienes dedicó sus desvelos.

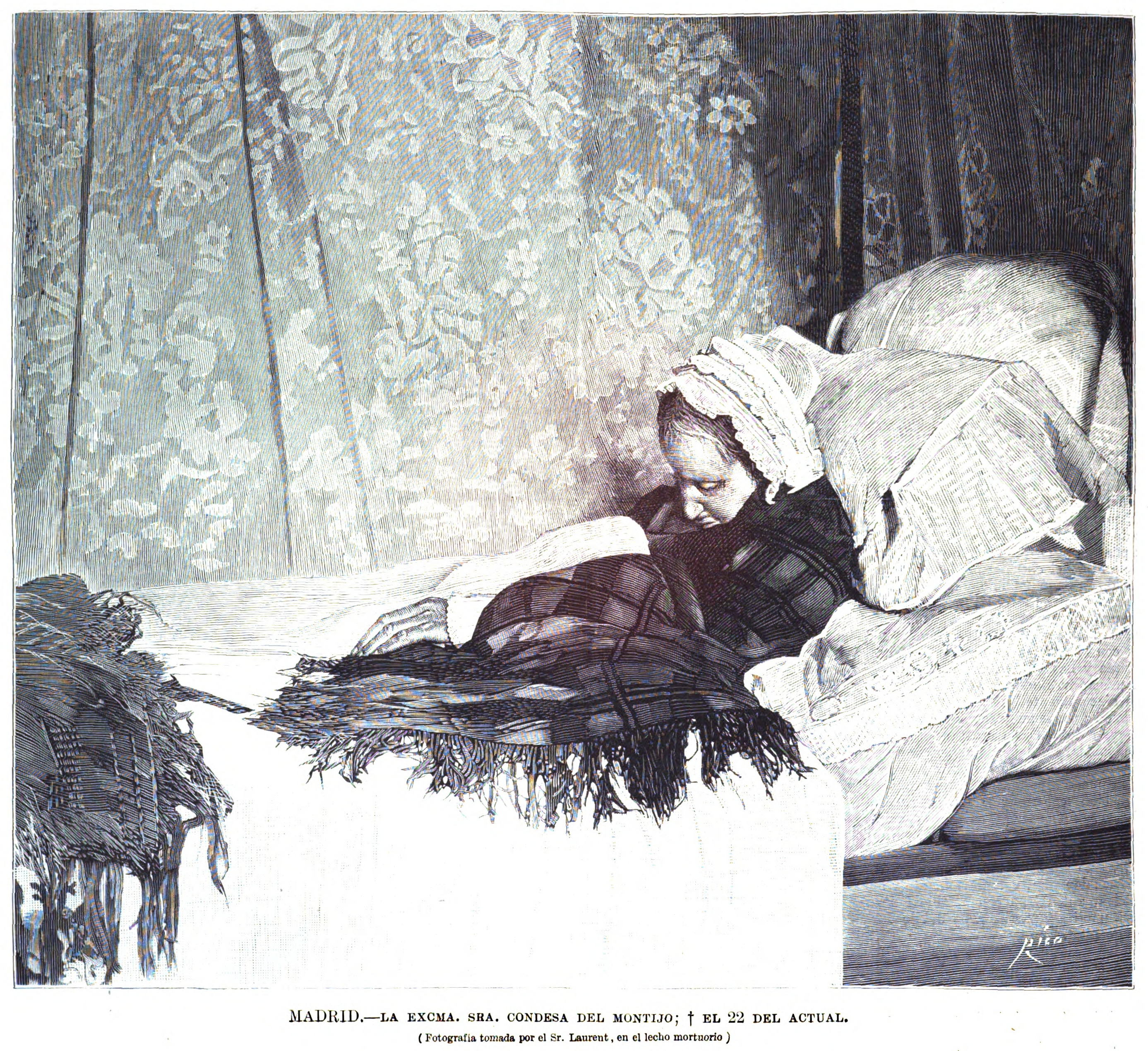
Cadáver de la condesa de Montijo en el lecho mortuorio

Falleció en su casa de Carabanchel el 22 de noviembre de 1879. Seis meses antes, había muerto trágicamente en Sudáfrica su nieto el príncipe Luis Napoleón, único hijo de Eugenia y heredero de los Bonaparte.

## Distinciones
- Para una relación de los títulos nobiliarios que ostentó —todos por matrimonio— véase la voz sobre su marido.
- Dama noble de la Orden de la Reina María Luisa (desde el 3 de febrero de 1845).[7]
- Dama gran cruz de la Imperial Orden de San Carlos (Segundo Imperio Mexicano).